# Tête des Neufs-Bois
La tête des Neufs-Bois est un sommet du massif des Vosges culminant à 1 228 mètres d'altitude, à la limite entre les départements du Haut-Rhin et des Vosges, en France.

## Géographie

### Situation
La tête des Neufs-Bois (Neuwaldkopf (inusité) en alsacien) est située sur la limite entre le département des Vosges) à l'ouest et le Haut-Rhin à l'est. La tête des Neufs-Bois sépare d'un côté les communes vosgiennes de Saint-Maurice-sur-Moselle et Bussang et de l'autre la commune alsacienne de Urbès située en contrebas. Le sommet constitue le point culminant de ces deux dernières communes.
Ce sommet est l'un des plus hauts des Vosges du sud, après la Haute Bers (1 252 mètres) et le ballon d'Alsace (1 247 mètres), devant la tête des Perches (1 222 mètres) et le ballon de Servance (1 216 mètres). Il fait face à la tête du Rouge-Gazon (1 186 mètres) dont il est séparé par un col situé à 1 043 mètres et où se croisent différents sentiers.
La tête des Neufs-Bois fait partie de la ligne de crête principale des Vosges qui sépare du nord au sud la Lorraine et l'Alsace. Le point culminant du massif, matérialisé par une borne géodésique, a la particularité de se trouver légèrement en retrait de la ligne de partage des eaux si bien qu'il se retrouve du côté alsacien.
La tête des Neufs-Bois se situe en bordure de la vaste forêt domaniale de Saint-Maurice et Bussang. Immédiatement au nord se trouve le col des Allemands (915 mètres).
Les pentes modérées de la chaume côté lorrain contrastent avec le versant alsacien (secteurs du Steingraben au nord-est et du Neuwald au sud-est) offre des pentes raides, accidentées et très sauvages avec de nombreuses barres rocheuses révélatrices d'une importante empreinte glaciaire.
Malgré l'altitude déjà élevée, il n'existe au sommet qu'une chaume pratiquement disparue, à l'instar de la Haute Bers non loin, comparé à la plupart des sommets vosgiens qui sont coiffés de chaumes naturelles dès 1 200 mètres environ. Ceci se révèle principalement par le non entretien de l'homme couplé à l'exposition très protégée à l'ouest de ce sommet où la rudesse des vents n'a que peu d'attaque sur ce dernier, grâce à la protection de tous les sommets occidentaux de la chaîne (La Bouloie, Haut de Tayes, Large Tête, Haut des Helzieux et plus loin des ballons de Servance et d'Alsace),.
Plus bas sur le versant sud se trouve la chaume des Neufs-Bois entre 1 000 et 1 125 m d'altitude. Le torrent des Potassiers et la Grande Goutte y prennent leur source à 1 102 et 1 050 m d'altitude. Côté Alsace il est la source du torrent du Seebach depuis le col des Allemands et côté nord, le torrent du Séchenat y prend sa source entre la tête des Neufs-Bois et la Large Tête à 1 100 m d'altitude pour se jeter finalement 3 km plus bas dans la source de la Moselle, dont il est le premier affluent,.

### Faune et flore
La tête des Neufs-Bois est un espace naturel sensible où se mêlent forêts, chaumes, tourbières, éboulis, etc. abritant de nombreuses espèces végétales et animales remarquables.
La tourbière qui se situe entre la tête des Neufs-Bois et la tête du Rouge-Gazon est à cet égard un espace naturel d'intérêt national.
Le massif de la tête des Neufs-Bois est intégralement situé en secteur Natura 2000. Le site du Rouge-Gazon et des Neufs-Bois a été classé en 2010 sur une superficie de 780 hectares (88 hectares auparavant).
La tête des Neufs-Bois porte une chaume d'altitude relativement vaste sur sa partie sud, à cheval sur les deux versants vosgien et alsacien. Une autre chaume d'altitude très réduite couvrait le point culminant du massif, bien qu'elle soit aujourd'hui quasiment disparue.

## Histoire

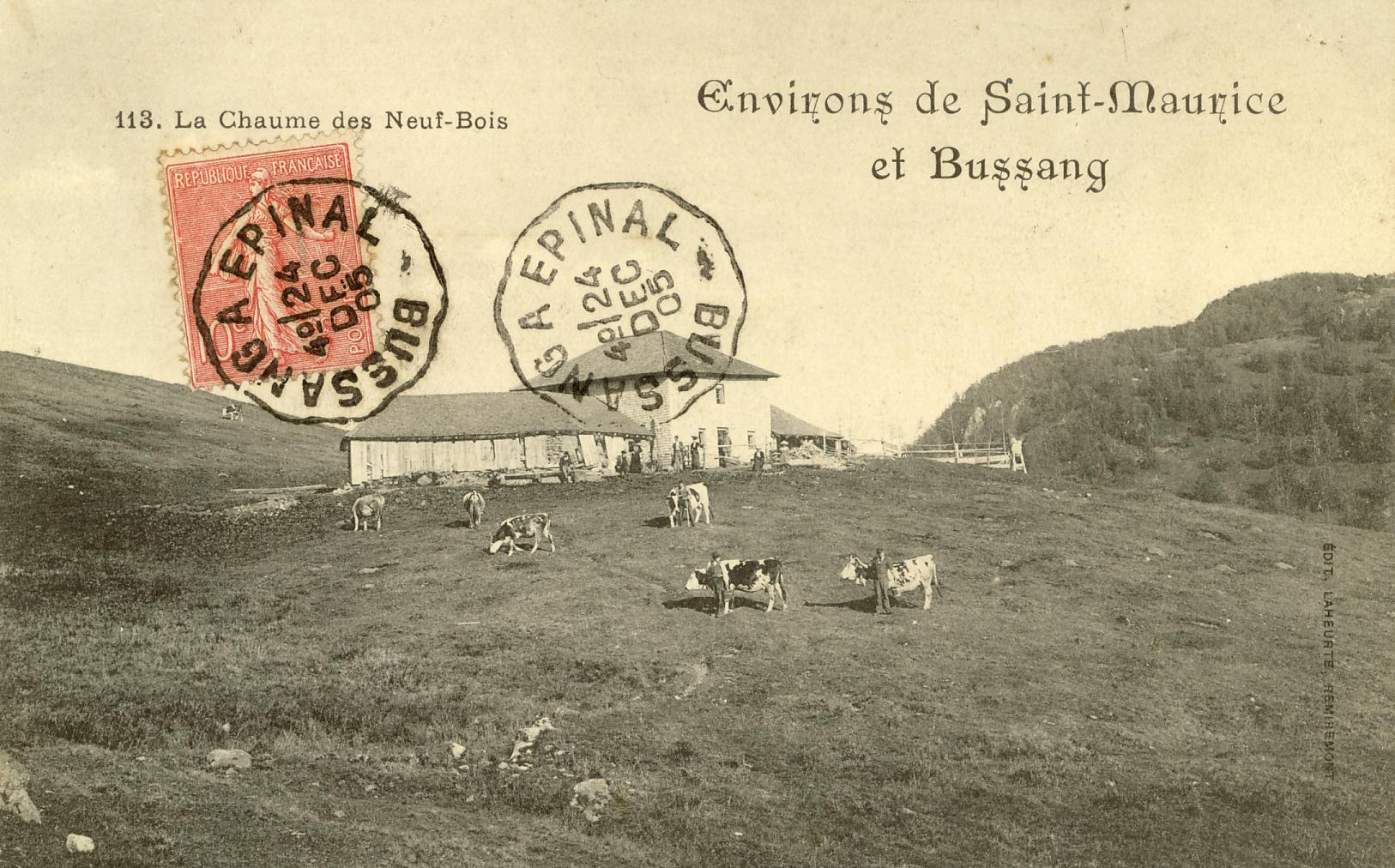
La marcairerie de la Chaume des Neufs-Bois et son troupeau de vaches vosgiennes en 1905

Les pentes les plus faibles du massif des Neufs-Bois ont été défrichées, à l'instar des autres sommets vosgiens, depuis plusieurs siècles pour les besoins de l'agriculture à travers l'activité pastorale.
La ferme de la chaume des Neufs-Bois à l'abandon était une marcairie typique entourée de son troupeau de vaches de race vosgienne.

## Activités
La tête des Neufs-Bois est aisément accessible par la route depuis le Rouge-Gazon (1 090 mètres) où se trouve une ferme-auberge. Le sommet, qui est en retrait et non directement accessible par chemin, est surtout connu pour sa chaume où se trouve une ancienne ferme à l'abandon.
Le massif est parcouru par différents sentiers de randonnée dont le GR531. Ils permettent de découvrir les différents aspects du massif à travers la chaume vosgienne des Neufs-Bois, la tourbière située au col entre les têtes des Neufs-Bois et du Rouge-Gazon, et les pentes boisées et escarpées alsaciennes.
En contrebas de la chaume des Neufs-Bois se trouve un arbre remarquable nommé Les Trois Mousquetaires, quatre arbres sur le même tronc d'une circonférence de 7 m. Le petit kiosque du Sotré se situe du côté de Bussang non loin du sommet.
La tête des Neufs-Bois est en hiver un site remarquable pour le ski alpin hors-piste du fait de son dénivelé important et de sa forte technicité. La station de ski vosgienne du Rouge-Gazon se trouve d'ailleurs à proximité directe.